# Gouvernement Maurice Rouvier (1)
Pour les articles homonymes, voir Gouvernement Maurice Rouvier (2) et Gouvernement Maurice Rouvier (3).
Troisième République
Gouvernement René Goblet Gouvernement Pierre Tirard I
Le premier gouvernement Maurice Rouvier est le gouvernement de la Troisième République en France du 31 mai 1887 au 7 décembre 1887.
Maurice Rouvier obtient pour la première fois la neutralité de la droite et constitue un cabinet modéré d'où il écarte le général Boulanger.

## Contexte
Le gouvernement Goblet marque le véritable début du boulangisme et poursuit l'éloignement entre radicaux et opportunistes, cristallisé par la présence de Georges Boulanger au gouvernement. 
Le 17 mai 1887, René Goblet remet la démission du Gouvernement au président de la République, Jules Grévy. Celui-ci se retrouve dans une véritable crise gouvernementale puisque les radicaux posent comme principe le retour de Boulanger et les opportunistes son éviction. Un gouvernement de concentration est donc presque impossible. Environ douze personnalités sont appelées pour former un gouvernement dont Charles de Freycinet, trois fois, Maurice Rouvier, Charles Duclerc, Charles Floquet et Paul Devès.
Le 22 mai, Henri Rochefort utilise pour la première fois l'idée d'un plébiscite en faveur de Boulanger lors d'une élection partielle à Paris, en demandant aux radicaux de mettre son nom sur le bulletin de vote. Ce dispositif est assez suivi puisque Boulanger obtient environ 13 % des votes exprimés. 
À partir du 26 mai 1887, la presse nationale commence à gronder  Les opportunistes posent alors un ultimatum sur l'absence de Boulanger dans la formation de tout gouvernement. Le 29 mai, le président Grévy penche à regret pour le rappel de Boulanger au gouvernement mais l'ensemble des trois groupes républicains sénatoriaux s'y oppose. Floquet est quant-à-lui refusé pour sa position exagérément pro-polonaise, dans un contexte de rapprochement avec la Russie.
En parallèle, Armand de Mackau rencontre le Président pour lui indiquer que la droite accepterait un gouvernement opportuniste - sans Floquet ni Boulanger - en échange d'une politique d'anticléricalisme beaucoup plus modérée, avec arrêt des discriminations envers les catholiques dans les emplois publics, et de l'obtention de faveurs ministérielles. Le 27, Rouvier, après avoir été éconduit par les radicaux, reçoit la droite et accepte verbalement un accord de non-opposition sur la formation de son gouvernement. Cet accord, presque immédiatement connu dans les rapports de police ainsi que dans les journaux, fait rugir les radicaux.
Le 30 mai 1887, Jules Grévy nomme Maurice Rouvier président du Conseil des ministres et le 31, Rouvier prononce, difficilement - sous le brouhaha des radicaux, un court discours suivi par un vote de confiance de 362 pour et 149 contre. 

## Composition
Comme signe d'opposition à Boulanger, le général Saussier impose Théophile Ferron comme ministre de la Guerre. Seul Flourens est conservé du précédant gouvernement. Severiano de Heredia et Paul Barbe sont membres de la Gauche radicale mais leur participation au gouvernement les fait excommunier du groupe politique. Rouvier fusionne avec les services du ministère des Finances ceux du ministère des Postes et des Télégraphes.
| Fonction | Fonction                           | Image | Nom             | Parti politique                        |
| -------- | ---------------------------------- | ----- | --------------- | -------------------------------------- |
|          | Président du Conseil des ministres |       | Maurice Rouvier | Union des gauches (Union républicaine) |

### Ministres nommés le 30 mai 1887[5]
| Fonction | Fonction                                                         | Image | Nom                  | Parti politique                        |
| -------- | ---------------------------------------------------------------- | ----- | -------------------- | -------------------------------------- |
|          | Ministre des Finances Ministre des Postes et Télégraphes         |       | Maurice Rouvier      | Union des gauches (Union républicaine) |
|          | Ministre de la Justice et garde des sceaux                       |       | Charles Mazeau       | Gauche républicaine                    |
|          | Ministre des Affaires étrangères                                 |       | Émile Flourens       |                                        |
|          | Ministre de l’Intérieur                                          |       | Armand Fallières     | Union des gauches (Union démocratique) |
|          | Ministre de la Guerre                                            |       | Théophile Ferron     |                                        |
|          | Ministre de la Marine et des Colonies                            |       | Édouard Barbey       | Gauche républicaine                    |
|          | Ministre de l'Instruction publique, des Beaux-Arts et des Cultes |       | Eugène Spuller       | Union des gauches (Union républicaine) |
|          | Ministre des Travaux publics                                     |       | Severiano de Heredia | Gauche radicale                        |
|          | Ministre du Commerce et de l'Industrie                           |       | Lucien Dautresme     | Union des gauches (Union démocratique) |
|          | Ministre de l'Agriculture                                        |       | Paul Barbe           | Gauche radicale                        |

### Remaniement du 8 juin 1887[7]
| Fonction | Fonction                                           | Image | Nom            | Parti politique                        |
| -------- | -------------------------------------------------- | ----- | -------------- | -------------------------------------- |
|          | Sous-secrétaire d'État à la Marine et aux Colonies |       | Eugène Étienne | Union des gauches (Union démocratique) |

### Remaniement du 30 novembre 1887
- Démission du ministre de la Justice : Charles Mazeau

| Fonction | Fonction                                                                                      | Image | Nom              | Parti politique                        |
| -------- | --------------------------------------------------------------------------------------------- | ----- | ---------------- | -------------------------------------- |
|          | Ministre de la Justice (par intérim, en supplément de sa fonction de ministre de l'Intérieur) |       | Armand Fallières | Union des gauches (Union démocratique) |

## Bilan
Le cabinet doit faire face à une opposition de l'extrême gauche ainsi que des radicaux et à la montée du boulangisme. Il fait quitter Paris à Boulanger en juillet, pour Clermont-Ferrand. Face à l'alliance avec la droite, il est aussi mis en difficulté dès août puisqu'il ne peut tenir ses promesses. Après la loi militaire, où la droite n'a obtenu aucune concession, la loi du 15 novembre sur la liberté des funérailles est également défavorable aux conservateurs. De plus, la laïcisation du personnel scolaire, certes ralentie, mais ne s'arrête pas. Enfin, la base catholique ne reçoit aucun avantage ministériel. De Mackau prend donc la décision de retirer son soutien masqué au gouvernement en octobre et indique à son groupe avoir été trompé par les opportunistes. Il n'est plus donné au gouvernement que quelques mois à  tenir au maximum. De même, Jules Ferry voit que l'alliance avec la droite ne mène nulle part et empêche le gouvernement de gouverner.  
Le 8 octobre, éclate le scandale des décorations qui va impliquer Daniel Wilson et éclabousser le Président de la République, dont il est le gendre. Wilson, avec l'aide du préfet de police de Paris, aurait falsifié des éléments de preuves réunis contre lui. Rouvier tente d'abord de préserver le Président de la République mais face aux preuves qui s'amoncellent durant le reste du mois, il ne peut que protester pour la forme lorsque, le 5 novembre, la Chambre ouvre une enquête parlementaire assortie de pouvoirs judiciaires. Le ministre de la Justice est, lui-même, très critiqué pour ne pas faire toute la lumière sur cette corruption et présente sa démission le 30 novembre. Entretemps, une large coalition des radicaux, mené par Georges Clemenceau, et de la droite, soutenue en sous-main par un certain nombre d'opportunistes comme Jules Ferry, a renversé le gouvernement le 19 novembre. Cependant, Grévy refuse toutes les demandes de démission de Rouvier pour retarder sa propre chute. Jusqu'au 1er décembre, le gouvernement expédie les affaires courantes et tente de maintenir l'ordre dans la capitale.

## Fin du gouvernement et passation des pouvoirs
Le 2 décembre 1887, le président de la République, Jules Grévy, signe sa lettre de démission.
Le 2 décembre 1887, la Chambre des députés et le Sénat, constitutionnellement réunis en Assemblée nationale, élisent Sadi Carnot à la présidence de la République.
Le 4 décembre 1887, Maurice Rouvier remet la démission du Gouvernement au nouveau président de la République.
Sadi Carnot propose d'abord le gouvernement aux radicaux, qui demandent des garanties excessives. Il appelle alors une première fois Armand Fallières pour former un gouvernement, sans succès.
Le 10 décembre 1887, Sadi Carnot appelle René Goblet à former le nouveau gouvernement, mais ce dernier échoue.
Le 11 décembre 1887, Carnot désigne à nouveau Armand Fallières à constituer le nouveau gouvernement, mais celui-ci échoue également.
Le 12 décembre 1887, Sadi Carnot nomme Pierre Tirard à la présidence du Conseil des ministres. Il s'agit d'un de ses amis, détesté par les gambettistes mais n'ayant pas une forte personnalité selon ses collègues. De plus, il s'agit d'un sénateur à vie.